# Герус, Семён Петрович
Семён Петро́вич Ге́рус (бел. Сямён Пятровіч Герус, 21 ноября 1925, Кунично, ныне Новогрудский район — 1998) — белорусский художник-график.

## Биография
Окончил Новогрудское педагогическое училище (1945), Вильнюсский художественный институт (1952). В 1953 году по приглашению Белорусского театрально-художественного института переехал из Вильнюса в Минск для создания кафедры графики и эстампной мастерской. С. Герус был первым преподавателем графического отделения художественного факультета, обучал техникам графического искусства — линогравюре, ксилографии, литографии, офорту, сухой игле, акватинте и др., поощрял обращаться к исторической тематике. Работал в институте до 1967 года. Среди учеников С. Геруса — Арлен Кашкуревич, Людвиг Осецкий и др.

## Творчество
Работал в станковой графике. Первым среди белорусских художников в послевоенные годы обратился к исторической тематике в изобразительном искусстве. Графическое произведение «Кастусь Калиновский» (1953), выполненное углём, одно из наиболее удачных в этой серии. Фигура Калиновского показана на фоне повстанцев-косиньеров, в образе подчёркнуты мощь, воля, решимость и мужество. Удачно использован эффект освещения, который придаёт картине тревожный настрой. В 1965 году С. Герус повторяет эту работу с соответствующими дополнениями и переработкой в линогравюру, а в 1985 — в автолитографии. Графический портрет Ф. Скорины, созданный углём в 1954 году выделяется точностью передачи и глубиной психологического образа просветителя, показывает его сосредоточенным во время работы в типографии. Во втором портрете Ф. Скорины (1967), выполненном в той же технике, художник хотя и сосредотачивает внимание на иконографическом подобии, но создаёт свой образ печатника.
В разных техниках (линогравюра, литография, офорт, рисунок) выполнил портреты К. Калиновского (1953), Ф. Скорины (1954), Е. Тикоцкого (1957), П. Бровки (1967), А. Русака (1971), М. Танка (1975), А. Мицкевича (1977), М. Богдановича (1981), Я. Коласа (1982), А. Бембеля (1983), Н. Арсеньевой, Л. Гениюш, С. Граховского (все 1996), делегатов 6-го Всемирного фестиваля студентов и молодёжи в Москве (1957, серия), пейзажи «Площадь Победы» (1972), «Старый Минск» (1995-96, серия), тематические композиции «Мы — белорусы» (1968), «Янка Купала в Вязынке» (1982) и др.